# Загваздино (Омская область)
Загваздино — село в Усть-Ишимском районе Омской области России. Административный центр Загваздинского сельского поселения.

## История
Загваздино было основано в 1720 году переселенцами из Тобольского уезда. Топоним происходит от фамилии первого жителя. В «Списке населенных мест Российской империи» 1871 года населённый пункт упомянут как казённое село Загваздинское Тобольского округа Тобольской губернии, при озере Тюлюган, вблизи левого берега реки Иртыш, расположенное в 193 верстах от губернского центра города Тобольск. В селе насчитывалось 86 дворов и проживало 511 человек (238 мужчин и 273 женщины). Функционировала православная церковь. В 1889 в селе было открыто Владимирское двуклассное училище.

В 1924 году село стало центром Загваздинского района Тобольского округа Уральской области. В 1925 году Загваздино было включено в состав Дубровинского района Тюменской области.

Во время Великой Отечественной войны в местном колхозе была организована рыболовецкая бригада. В 1951 году Загваздинский сельсовет вошёл в состав Усть-Ишимского района Омской области. Село являлось центральной усадьбой колхоза имени Орджоникидзе.

## География
Село находится в северо-западной части Омской области, в пределах Ишимской равнины, на левом берегу реки Иртыш, на восточном берегу озера Загвоздинское (старица Иртыша), на расстоянии примерно 36 километров (по прямой) к востоку-северо-востоку (ENE) от села Усть-Ишим, административного центра района. Абсолютная высота — 56 метров над уровнем моря.

### Часовой пояс
Село Загваздино, как и вся Омская область, находится в часовой зоне МСК+3. Смещение применяемого времени относительно UTC составляет +6:00.

## Население
| 2010 |
| ---- |
| 398  |

Гендерный состав
По данным Всероссийской переписи населения 2010 года в гендерной структуре населения мужчины составляли 48 %, женщины — соответственно 52 %.
Национальный состав
Согласно результатам переписи 2002 года, в национальной структуре населения русские составляли 87 %.

## Инфраструктура
В селе функционируют средняя общеобразовательная школа, детский сад, фельдшерско-акушерский пункт (структурное подразделение Усть-Ишимской ЦРБ), сельский клуб, библиотека и отделение Почты России.

## Улицы
Уличная сеть села состоит из пяти улиц и одного переулка.